# Ti.Pi.Cal.
I Ti.Pi.Cal. sono un gruppo musicale dance italiano originario di Gela e Mussomeli in Sicilia, Palermitani poi d'adozione nato nel 1993. Il gruppo ha ottenuto un notevole successo sulla scena musicale per tutti gli anni novanta, grazie a produzioni proprie e numerosi remix di successo.
Il gruppo è tornato in attività anche durante gli anni duemila.
Il nome del gruppo prende origine dalle iniziali dei cognomi dei tre membri, i deejay siciliani: Daniele Tignino, Riccardo Piparo e Vincenzo Callea.

## Storia del gruppo
Ottengono notorietà nel 1995 grazie al singolo The Colour Inside che arriva alla vetta dei singoli più venduti in Italia e vi rimane per dieci settimane consecutive dal 1º luglio 1995 al 2 settembre 1995, risultando alla fine dell'anno il secondo singolo più venduto del 1995.
Nel 1996 gli stessi membri del gruppo dei Ti.Pi.Cal. produssero il singolo dal titolo Gimme Love sotto lo pseudonimo di Kasto.
A partire dal 1997 si aggiunse al gruppo la cantante Kimara Lawson. Nel 1999 il gruppo si sciolse e i membri seguirono ognuno progetti personali, salvo poi riunirsi nel 2001 col cantante Josh Colow per Is This The Love e nel 2006 per la pubblicazione del singolo What I Like.
Nel 2011 tornano nuovamente insieme e producono, in collaborazione con Josh Colow, il singolo Stars, che anticipa l'uscita dell'album omonimo.

## Membri del gruppo
- Daniele Tignino
- Riccardo Piparo
- Vincenzo Callea
- Josh Colow (fino al 1996, nel 2001 e nel 2011)
- Kimara Lawson (a partire dal 1997)

## Discografia

### Album
- 1996 - Colourful
- 2011 - Stars

### Singoli
- 1993 - I Know
- 1994 - Illusion
- 1995 - Round And Around
- 1995 - The Colour Inside
- 1996 - It Hurts
- 1996 - I would like
- 1996 - Why Me?
- 1996 - Gimme Love (con lo pseudonimo di Kasto)
- 1997 - Hidden Passion
- 1997 - Live For Today
- 1998 - Follow Your Heart
- 1999 - Music Is My Life
- 2001 - Is This The Love
- 2006 - What I Like
- 2011 - Round And Around
- 2011 - Stars
- 2011 - Where Is The World
- 2012 - Could Be You
- 2013 - Tomorrow

### Remix
- 1994 - Lover
- 1994 - Short Dick Man
- 1995 - Preghero
- 1995 - Memories And Dreams
- 1995 - Sex & Infidelity
- 1995 - Together Again (Ti.Pi.Cal.)
- 1995 - Qu'Est-ce Que C'est (Ti.Pi.Cal.)
- 1996 - Forever On My Mind
- 1996 - Rescue Me
- 1997 - Day By Day
- 1997 - Tonight
- 1997 - Wanna Be The One
- 1998 - Peace